# Coffea charrieriana
Coffea charrieriana Stoff. & F.Anthony, 2008, detta Caffè Charrier è una pianta arbustiva della famiglia delle Rubiacee, endemica del Camerun.
È una specie naturalmente priva di caffeina; è l'unica pianta di caffè dell'Africa Centrale da cui si può produrre un caffè privo di caffeina.
Coffea charrieriana fu scelta, dall'International Institute for Species Exploration presso l'Università statale dell'Arizona e da un comitato internazionale di tassonomisti, come una delle 10 migliori nuove specie descritte nel 2008.

## Etimologia
L'epiteto specifico è un omaggio al botanico francese André Charrier, che compì ricerche per la coltivazione del caffè presso l'Institut de recherche pour le développement di Marsiglia nel corso degli ultimi 30 anni del secolo XX.

## Distribuzione e habitat
La specie è stata scoperta all'interno della Riserva della foresta di Bakossi, nel Camerun sud-occidentale e il suo areale risulta limitato a quest'area.

## Conservazione
La Lista rossa IUCN classifica Coffea charrieriana come specie in pericolo critico di estinzione (Critically Endangered).